# Jiří Bartl
Jiří Bartl (* 22. října 1963) je bývalý český fotbalista, fotbalový trenér a funkcionář.
Jeho synem je fotbalista Daniel Bartl.
V sezoně 1985/1986 získal s prvoligovým klubem TJ Vítkovice mistrovský titul. Po šesti letech odešel z Vítkovic do Francie, kde hrál v sezoně 1991/1992 nižší soutěž. Následující sezonu 1992/1993 hrál za Baník Ostrava. Podzimní část sezony 1993/1994 hrál za FK Třinec, jarní pak za Kaučuk Opava. V samostatné české soutěži stihl za tým Opavy odehrát 37 utkání, v nich vstřelil 12 branek. Poté už se do první ligy nepodíval. Už za Československa odehrál Bartl v první lize 167 zápasů, v nichž vsítil 39 gólů.
V lednu 2007, po odstoupení Vlastislava Marečka z důvodu vážné nemoci, se stal hlavním trenérem Teplic. V jarní části vybojoval tým pod vedením trenérské dvojice Bartl, Horňák 46% možných bodů (o jedno procento méně než Mareček, Bartl v podzimní části) a klub s ním ukončil spolupráci. V sezóně 2007/2008 vykonával funkci sportovního manažera ve Zlíně a zároveň trenéra zlínské „juniorky“.